# Évin-Malmaison
Évin-Malmaison är en kommun i departementet Pas-de-Calais i regionen Hauts-de-France i norra Frankrike. Kommunen ligger i kantonen Leforest som tillhör arrondissementet Lens. År 2022 hade Évin-Malmaison 4 657 invånare.

## Befolkningsutveckling
Antalet invånare i kommunen Évin-Malmaison
| Referens: INSEE |